# World Series of Poker 1995
 (juillet 2025).
La mise en forme du texte ne suit pas les recommandations de Wikipédia : il faut le « wikifier ».
Les points d'amélioration suivants sont les cas les plus fréquents. Le détail des points à revoir est peut-être précisé sur la page de discussion.
- Les titres sont pré-formatés par le logiciel. Ils ne sont ni en capitales, ni en gras.
- Le texte ne doit pas être écrit en capitales (les noms de famille non plus), ni en gras, ni en italique, ni en « petit »…
- Le gras n'est utilisé que pour surligner le titre de l'article dans l'introduction, une seule fois.
- L'italique est rarement utilisé : mots en langue étrangère, titres d'œuvres, noms de bateaux, etc.
- Les citations ne sont pas en italique mais en corps de texte normal. Elles sont entourées par des guillemets français : « et ».
- Les listes à puces sont à éviter, des paragraphes rédigés étant largement préférés. Les tableaux sont à réserver à la présentation de données structurées (résultats, etc.).
- Les appels de note de bas de page (petits chiffres en exposant, introduits par l'outil «  Source ») sont à placer entre la fin de phrase et le point final[comme ça].
- Les liens internes (vers d'autres articles de Wikipédia) sont à choisir avec parcimonie. Créez des liens vers des articles approfondissant le sujet. Les termes génériques sans rapport avec le sujet sont à éviter, ainsi que les répétitions de liens vers un même terme.
- Les liens externes sont à placer uniquement dans une section « Liens externes », à la fin de l'article. Ces liens sont à choisir avec parcimonie suivant les règles définies. Si un lien sert de source à l'article, son insertion dans le texte est à faire par les notes de bas de page.
- La présentation des références doit suivre les conventions bibliographiques. Il est recommandé d'utiliser les modèles {{Ouvrage}}, {{Chapitre}}, {{Article}}, {{Lien web}} et/ou {{Bibliographie}}. Le mode d'édition visuel peut mettre en forme automatiquement les références.
- Insérer une infobox (cadre d'informations à droite) n'est pas obligatoire pour parachever la mise en page.

Pour une aide détaillée, merci de consulter Aide:Wikification.
Si vous pensez que ces points ont été résolus, vous pouvez retirer ce bandeau et améliorer la mise en forme d'un autre article.
Résultats des World Series of Poker 1995.

## Résultats
| Tournoi                                      | Vainqueur            | Prix     | Finaliste         |
| -------------------------------------------- | -------------------- | -------- | ----------------- |
| $1,500 Limit Hold'em                         | Christian Van Hees   | $315,000 | Eli Balas         |
| $1,500 Seven Card Stud                       | Valter Farina        | $144,600 | Stavros Karabinas |
| $1,500 Limit Omaha                           | Berry Johnston       | $91,200  | Daniel Bakker     |
| $1,500 Chinese Poker                         | John Tsagaris        | $41,400  | Bruce Cohen       |
| $1,500 Seven Card Stud Hi-Lo Split           | Rod Peate            | $127,200 | Steve Hohn        |
| $1,500 Razz                                  | Mickey Sisskind      | $82,800  | Leroy Baca        |
| $1,500 Omaha Hi-Lo Split                     | Max Stern            | $140,400 | Cong Do           |
| $1,500 No Limit Hold'em                      | Richard Klamian      | $205,875 | Byron Wolford     |
| $1,500 Pot Limit Omaha w/Rebuys              | Phil Earle           | $143,400 | Ron Graham        |
| $1,500 Pot Limit Hold'em                     | Peter Vilandos       | $148,500 | Mick Cook         |
| $2,500 Seven Card Stud Hi-Lo Split           | Men Nguyen           | $96,000  | Steve Nixon       |
| $5,000 No Limit Deuce to Seven Draw w/Rebuys | John Bonetti         | $101,250 | Johnny Chan       |
| $2,500 Omaha Hi-Lo Split                     | Marlon De Los Santos | $119,000 | Jim Douglas       |
| $1,500 Ace to Five Draw                      | Clifford Roof        | $81,600  | Tony Bolton       |
| $5,000 Chinese Poker w/Rebuys                | Steve Zolotow        | $112,500 | Doyle Brunson     |
| $2,500 Limit Hold'em                         | Men Nguyen           | $186,000 | Carl McKelvey     |
| $2,500 Seven Card Stud                       | Dan Robison          | $140,000 | John Spadavecchia |
| $2,500 Pot Limit Omaha w/Rebuys              | Hilbert Shirey       | $137,000 | Phil Mazzella     |
| $2,500 Pot Limit Hold'em                     | Hilbert Shirey       | $163,000 | Tom Jacobs        |
| $5,000 Seven Card Stud                       | Anthony DeAngelo     | $154,000 | T. J. Cloutier    |
| $2,500 No Limit Hold'em                      | Dan Harrington       | $249,000 | John Gordon       |
| $5,000 Limit Hold'em                         | Mickey Appleman      | $234,000 | Humberto Brenes   |
| $1,000 Ladies' Seven Card Stud               | Starla Brodie        | $35,200  | Karen Wolfson     |

## Table Finale du Main Event
| Place | Nom              | Prix       |
| ----- | ---------------- | ---------- |
| 1er   | Dan Harrington   | $1,000,000 |
| 2e    | Howard Goldfarb  | $519,000   |
| 3e    | Brent Carter     | $302,250   |
| 4e    | Hamid Dastmalchi | $173,000   |
| 5e    | Barbara Enright  | $114,180   |
| 6e    | Chuck Thompson   | $86,500    |